# Genotoxicidade
Em genética, genotoxicidade refere-se à capacidade de alguns agentes químicos de danificar a informação genética no interior de uma célula, causando mutações ou induzindo modificações na  sequência nucleotídica ou da estrutura em dupla hélice do DNA de um organismo vivo. 
A genotoxicidade é frequentemente confundida com mutagenicidade, que se refere a mutações que afetam a sequência dos nucleotídeos do material genético de um organismo. As mutações podem ser causadas por erros de cópia do material durante a divisão celular, por exposição a radiação ultravioleta ou ionizante, mutagênicos químicos ou vírus. 
Assim, todos os agentes mutagênicos são genotóxicos, mas nem todas as substâncias genotóxicas são mutagênicas. Uma alteração genética pode ser causa  direta ou indireta de mutações do DNA. Tais alterações podem ser permanentes, quando afetam as células somáticas do organismo, e hereditárias, se afetam as células germinativas que serão transmitidas às gerações futuras. [1] As células impedem a expressão da mutação genotóxica através da reparação do ADN ou da apoptose; no entanto, os danos podem nem sempre ser fixos, levando à mutagénese.
A  toxicologia genética'  é  a especialidade que se ocupa da identificação e do estudo da ação de qualquer agente físico, químico ou biológico que produza efeitos tóxicos e  genotóxicos, sobre o material genético. O interesse da toxicologia genética concentra-se principalmente nos agentes que produzem efeitos nocivos sobre o ADN, em doses que, nos termos da toxicologia clássica, são considerados não tóxicos ou subtóxicos.
A genotoxicidade é a ação nociva que afeta a integridade de uma célula de material genético. As substâncias genotóxicas são todas as que têm afinidade para interagir com o ADN, o que não constitui necessariamente uma prova de periculosidade em relação à saúde, mas são potencialmente mutagénicos ou cancerígenos, especialmente aqueles capazes de causar uma mutação genética contribuindo para a desenvolvimento de tumores. Dentre os agentes genotóxicos, incluem-se os compostos químicos e certos tipos de radiação. Pensa-se que alguns genotóxicos como as aminas aromáticas causem mutações porque são nucleofílicos e formam fortes ligações covalentes com o ADN, o que resulta na formação de adutos ADN-aminas aromáticas, ao que não permite uma replicação exata.
O termo genotóxico começou a ser usado de uma maneira generalizada após a publicação da obra de Lars Ehrenberg i cols., em 1973, sobre a relação entre danos genéticos e o câncer: The relation of cancer induction and genetic damage. In: Evalutaion of Genetic Risks of Environmental Chemicals. Royal Swedish Academy of Sciences.
As genotoxinas afetam esperma e óvulos, e as mudanças genéticas podem passar a descendentes que nunca foram expostos à genotoxina.

## Ver também

Orbital molecular do benzeno